# Samodzielna Brygada Kozacka
Samodzielna Brygada Kozacka (ros. Отдельная Казачья бригада) – kozacka jednostka wojskowa podczas wojny polsko-bolszewickiej.
Wiosną 1920 r. do Warszawy przyjechał z Demokratycznej Republiki Gruzji kozacki esauł Wadim S. Jakowlew. Zaproponował on Naczelnemu Dowództwu Wojska Polskiego sformowanie samodzielnych kozackich oddziałów wojskowych. Przekonywał, że pojawienie się na froncie takich oddziałów przyniesie efekt propagandowy w postaci przechodzenia na stronę polską Kozaków z wojsk bolszewickich. W rezultacie Polacy pod koniec czerwca tego roku postanowili utworzyć trzy kozackie pułki konne: Doński, Kubański i Terski. Później pomysł ten zmieniono na sformowanie dwóch brygad kozackich: Dońskiej i Kubańskiej. Każda brygada miała mieć dwa pułki konne i dywizjon artylerii. W poł. lipca Naczelnik Państwa wyraził zgodę na zorganizowanie kozackich oddziałów wojskowych w składzie Wojska Polskiego i sojuszniczej Armii Ukraińskiej Republiki Ludowej. W ich skład mieli wejść Kozacy pochodzący z wojsk Białych gen. Nikołaja E. Bredowa, internowanych w Polsce, dezerterzy z wojsk bolszewickich i ochotnicy spośród jeńców wojennych wziętych do niewoli polskiej, a także Kozacy służący dotychczas w wojskach ukraińskich. W rejonie Kalisza została sformowana Brygada Konna, której dowództwo objął esauł W. S. Jakowlew. Jako pierwsza w poł. sierpnia pojawiła się na froncie. Liczyła ok. 750 żołnierzy zgrupowanych w dwa pułki konne: 1 Terski i 2 Mieszany Doński z 20 karabinami maszynowymi. Byli oni ubrani w mundury koloru czarnego. Podporządkowano ją początkowo 6 Armii gen. Władysława Jędrzejewskiego, walczącej na Ukrainie. Polacy liczyli, że wspólnie z ich kawalerią okaże się równorzędnym przeciwnikiem dla 1 Armii Konnej. Jednakże, kiedy okazało się, że wielu Kozaków jest w złym stanie fizycznym, niedostatecznie uzbrojonych i starych mundurach, Brygada została początkowo skierowana na tyły. Nowy dowódca 6 Armii gen. Robert Lamezan-Salins, w wyniku pogarszającej się sytuacji wojennej, pod koniec sierpnia z powrotem odesłał Brygadę na front. 27 sierpnia weszła ona w skład zgrupowania gen. Stanisława Hallera, które miało zlikwidować przerwanie linii frontu w rejonie Zamościa przez 1 Armię Konną. Chrzest bojowy Kozacy esauła W. S. Jakowlewa przeszli 30-31 sierpnia podczas bitwy pod Komarowem. Działając w awangardzie zgrupowania gen. S. Hallera, pod Tyszowcami natknęli się na główne siły bolszewickiej 4 Dywizji Konnej Siemiona K. Timoszenko. Ponosząc duże straty, doprowadzili jednocześnie do przejścia na polską stronę pewnej liczby Kozaków S. M. Budionnego. Następnie osłabiona Brygada odeszła na Zamość. Według źródeł sowieckich miała ona dokonać pogromu żydowskich mieszkańców Komarowa. Do końca działań wojennych na jesieni 1920 r. Brygada nie uczestniczyła już w walce, przebywając na tyłach. Jej liczebność wzrosła do ok. 1,7 tys. żołnierzy. Pod koniec września delegacja Kozaków terskich z Brygady udała się do przedstawiciela francuskiej misji wojskowej w celu uzyskania zgody na przyłączenie ich do 3 Samodzielnej Brygady Dońskiej esauła Aleksandra I. Salnikowa. Była to odpowiedź na jego działania zgromadzenia pod swoim dowództwem wszystkich samodzielnych kozackich oddziałów kozackich walczących po stronie polskiej. Naczelne Dowództwo WP nie zgodziło się na to. Podjęto natomiast decyzję, aby Brygadę esauła W. S. Jakowlewa podporządkować formowanej w rejonie Kalisza 3 Armii Rosyjskiej. Sam dowódca operacyjnie podporządkował ją Armii URL. Swoją jednostkę wojskową zaczął nazywać Wolną Dywizją Kozacką. Przedstawiciel gen. Piotra N. Wrangla w Polsce, gen. Piotr S. Marchow, niezadowolony z samowoli esauła W. S. Jakowlewa, mianował nowym dowódcą Brygady esauła Peczerskiego, który dowodził 1 Pułkiem Terskim. Zmiana ta nie została jednak wykonana ze względu na brak zgody Polaków. Po ogłoszeniu rozejmu polsko-bolszewickiego w poł. października 1920 r., Brygada wzięła udział wraz z wojskami ukraińskimi w nieudanej wyprawie wojennej na Bracław, po czym pod koniec listopada tego roku powróciła na terytorium Polski. W tej sytuacji została internowana w obozie w Zduńskiej Woli i Toruniu. Liczyła wtedy ok. 1,8 tys. żołnierzy, 4 działa i 38 karabinów maszynowych.